# Strophaeus
Strophaeus es un género de arañas migalomorfas de la familia Barychelidae. Se encuentra en Sudamérica.

## Lista de especies
Según The World Spider Catalog 11.5:
- Strophaeus austeni (F. O. Pickard-Cambridge, 1896)
- Strophaeus kochi (O. Pickard-Cambridge, 1870)
- Strophaeus pentodon (Simon, 1892)